# 農曆

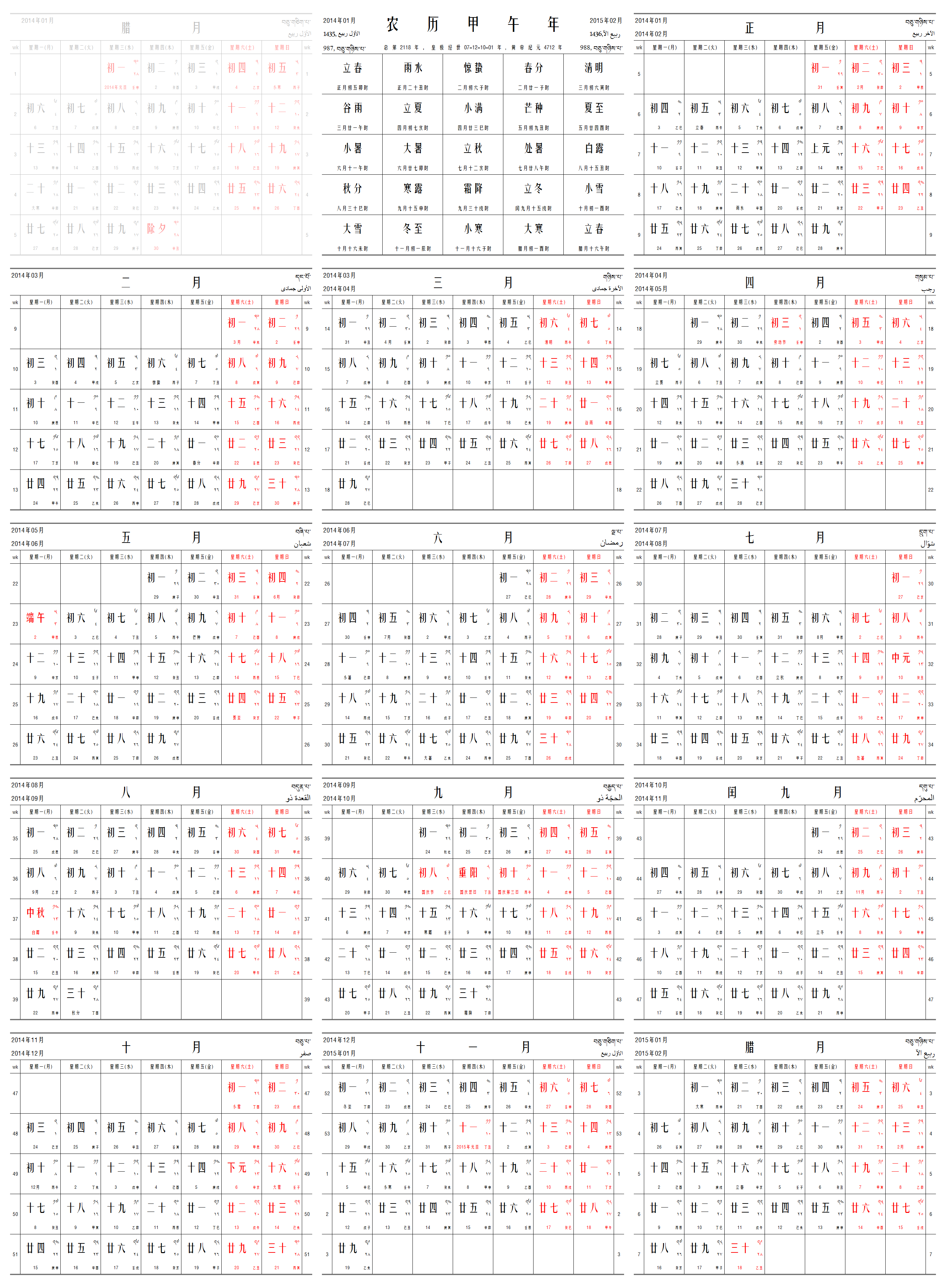
2014年1月31日至2015年2月18日格里历、农历甲午年、藏历木马年、伊斯兰历对照日历

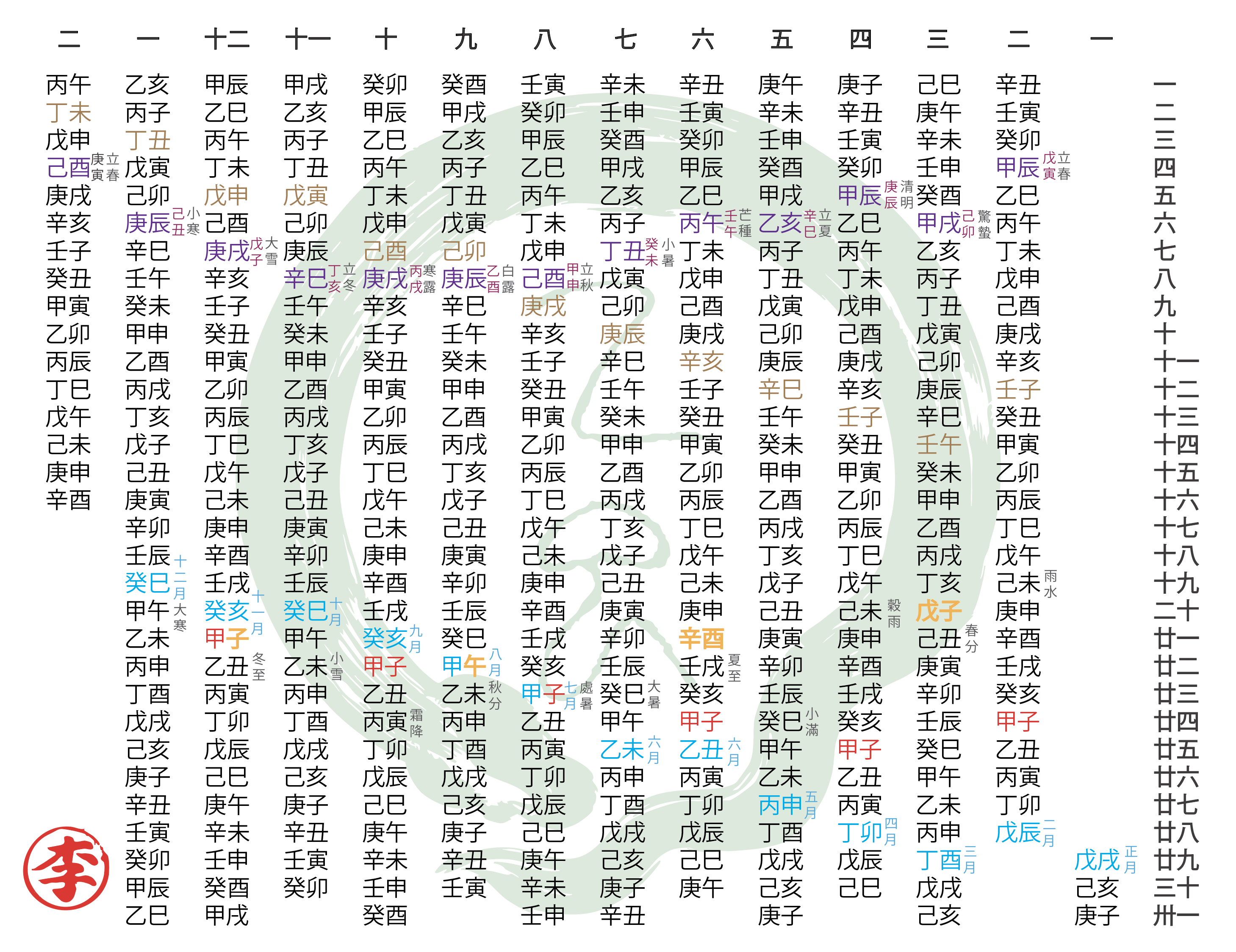
29.01.2025 - 16.02.2026

農曆，又称夏历，是中國传统的陰陽合曆曆法，广泛应用于漢字文化圈。
記載此曆法的曆書（又作曆本、歷日、曆日、曆頭），稱為皇曆或黃曆。古代曆書由皇帝頒布，官方印刷，所以稱為皇曆。因多用黃色封皮，又稱黃曆。古代有各種類型的黃曆，平民用的稱「民曆」，上頭記載入學、安床、裁衣、沐浴、剃頭等日常宜忌之曆注。皇帝用的「御覽曆」除日常宜忌外，還有頒詔、出師、招賢、遣使等軍國大事宜忌。官吏用的「壬遁曆」，則有上官、上冊、進表、赴任的吉凶。除黃曆外還有「七政躔度曆」，記載了七曜行度用以預測天象，相當於今日的天文年曆。通書得名自「通天人之際」，是術數家對黃曆的傳注，增添了擇日的宜忌規則、神煞起例等術數理論和方法的內容。現代通常將黃曆稱為農民曆，因包含了二十四節氣，適宜農民務農。農民曆的雛型可追溯至《夏小正》，該書記載了每個月的天象、物候及日常民生活動等農政資訊。
漢武帝時因曆法與天象運行失合，召集群臣制定了《太初曆》，為中國傳統曆法史上一次重大的改革，為後世建立起基本的曆法規則。主導改曆的太史令司馬遷採用與農時相應的「夏正」為歲首，自此大都採用「夏正」，以寅月為正月；之後朔日和節氣的計算方式在後世得到修訂（改為定朔、定氣）。現行農曆是依據既定基本規則，運用現代天文學成果修訂，依照日月實際運行軌道等天文數據計算得來，而非像古代是據參考座標的曆元推算往後之年月日。
農曆和格里曆、伊斯蘭曆、印度曆、佛曆一樣，是當代應用廣泛的曆法之一。在華人地區、許多少數民族地區、朝鮮半島、越南及全世界海外華人社區，農曆廣泛應用於生日標記、各種民俗活動節日等，比如「春節」、「元宵節」、「端午節」、「中秋節」、「重陽節」等節慶活動，為中華文化的象徵。

## 称谓
中華民國成立後，孫中山宣佈以格里曆作官方曆法，稱為國曆、新曆，中国傳統曆法則返稱舊曆、傳統曆、古曆。近代也有人将其稱作中曆、華曆、中國古曆。
“農曆”因其適用於農事生產的時序而得名，同“舊曆”、“陰曆”一樣，是因民國時期「廢曆運動」（廢陰曆改陽曆，或廢舊曆改新曆/公曆）而出現的稱呼。農曆名稱的出現，也是廢曆運動推行者對中國傳統曆法仍得到廣泛使用的一種妥協。因為農民占當時人口絕大多數，農業耕作仍是主導性的生產方式，因此新曆無法在廣大的農村地區推行，農民仍然需要使用舊曆。國民政府雖然嘗試禁止舊曆，取消舊曆新年，沒過多久也只能礙於民情，宣告放棄。浙江農業協進會在1922年就編著過《農家曆》，1947年也有名為《中華民國三十六年標準農曆通書》的書籍出版。
農曆以寅月為歲首，因与传说中夏朝以寅月建正相符，而被又被稱作夏曆。
相比格里曆為陽曆，農曆是以月相周期安排月份之日期，故習稱陰曆。但其实，農曆是陰陽曆，它考慮了地球環繞太陽公轉的周期，以冬至回歸年為基準確定歲實，配合季節陽光分一歲為二十四節氣。
除農曆（lông-li̍k/lông-lia̍k）、舊曆（kū-li̍k/kū-lia̍k）、陰曆（im-li̍k/im-lia̍k）外，閩南語还将农历称为老曆（láu-li̍k）或咱人，“咱人”是「咱人的曆日」（lán-lâng ê la̍h-ji̍t）的略縮。粵語稱為農曆（nung4 lik6）、舊曆（gau6 lik6）、陰曆（jam1 lik6）。

## 曆法
農曆是一種阴阳合历，其基本原则是：
- 月份依据月相盈亏（朔望月）制定。朔望月平均值為29.53059日，因此農曆每月为29或30天
- 年份依据太阳周期（回归年）制定，回歸年平均值為365.2422日，農曆通过置闰方式调和与月份的冲突

據紫金山天文台研究員劉寶琳和杜倫大學教授理查·史蒂芬森的手稿，及《古今曆術考》作者譚冰的補充，就現代天文學而言，中國傳統曆法可用以下規則描述：
- 每月初一為日月合朔之日。（定朔）
- 平年為十二個朔望月，閏年為十三個朔望月。
- 冬至所在月為十一月。
- 無中氣之月為閏月；若一年有兩月無中氣，以冬至後第一個無中氣月為閏月。（順治二年，即公元1645年，滿清政府用時憲歷，採定氣法而產生的置閏改革）
- 標準時間計算以東經120度為基準。（民國十七年，即公元1928年，國民政府以東經120度作為標準時，即UTC+8）
- 年、月、日均由子夜零時零分開始計算。
- 太陽每運行十五黃經度為一節氣。（定氣）

### 定月
現行曆法，以朔分月，每個朔望月之始末通過太陽和月球之相對位置確定，以每個月太陽直射月球背面之時刻，定出朔日，朔日定為初一，為每月之始日。每月太陽直射月球正面之日期定出望日，一般為十五或十六日，為每月之中點日期。一個月之上旬按順序習慣上稱為初日，如一月十日稱為正月初十。下旬稱為廿日，亦有些通勝將之說成念日；如一月二十二日稱為正月廿二或正月念二。
冬至所在月定義為十一月，之後月份為十二月、正月、二月……復至十一月。其中農曆每年第一個月按照習慣稱為正月，十一月及十二月分別又稱為冬月及臘月。表示氣候寒冷的成語「十冬臘月」就是從此得來，字面意思即為十月、十一月和十二月為一年中最寒冷的月份。若兩冬月間，不計冬月剩餘11個月，則不需置閏。

### 置閏
現行曆法在時憲曆時，已廢除「十九年置七閏」，以及由於當前近日點在冬季，冬季節氣之間較短，十冬臘月較容易分配到中氣；若採無中氣置閏法，閏月較常發生在夏季。未來因近日點進動，可能改變修改「無中氣置閏」的規則，改為在滿足特定條件下，對第一個無中氣之月置閏。條件如下：兩冬月(冬至所在的月份)之間，不計冬月，若剩餘11個月(即兩冬至間有12次新月)，該年不用置閏；若剩餘12個月(即兩冬至間有13次新月)，但第一個無中氣的月之前的月有兩個中氣，則不作閏月論，而第二個無中氣的月則被視為閏月；另一方面，若第一個無中氣的月之前的月只有一個中氣，則即為閏月，第二個則被視為正規月（儘管無中氣），月序與前一個月相同（閏月在幾月後面，就稱閏幾月）。採用現行之定朔法，有可能會出現無中氣月但無須置閏之狀況。
| 1           | 2      | 3      | 4      | 5    | 6    | 7    | 8    | 9    | 10   | 11   | 12     |        |
| ----------- | ------ | ------ | ------ | ---- | ---- | ---- | ---- | ---- | ---- | ---- | ------ | ------ |
| 臘月        | 正月   | 二月   | 三月   | 四月 | 五月 | 六月 | 七月 | 八月 | 九月 | 十月 | 閏十月 | 冬至月 |
| 閏冬月      | 臘月   | 正月   | 二月   | 三月 | 四月 | 五月 | 六月 | 七月 | 八月 | 九月 | 十月   | 冬至月 |
| 臘月        | 閏臘月 | 正月   | 二月   | 三月 | 四月 | 五月 | 六月 | 七月 | 八月 | 九月 | 十月   | 冬至月 |
| 臘月        | 正月   | 閏正月 | 二月   | 三月 | 四月 | 五月 | 六月 | 七月 | 八月 | 九月 | 十月   | 冬至月 |
| 臘月        | 正月   | 二月   | 閏二月 | 三月 | 四月 | 五月 | 六月 | 七月 | 八月 | 九月 | 十月   | 冬至月 |
| …… 如此類推 |        |        |        |      |      |      |      |      |      |      |        |        |

## 閏月列表

### 出現年份

##### 閏正月、閏一月
- 17世紀：1640庚辰
- 23世紀：2262壬寅
- 24世紀：2357丁丑
- 26世紀：2520庚申 2539己卯
- 27世紀：2634甲寅

##### 閏二月
- 16世紀：1583癸未
- 17世紀：1602壬寅 1621辛酉 1651辛卯 1670庚戌
- 18世紀：1765乙酉 1795乙卯
- 19世紀：1803癸亥 1814甲戌 1890庚寅
- 20世紀：1909己酉 1917丁巳 1928戊辰 1947丁亥
- 21世紀：2004甲申 2023癸卯 2042壬戌 2099己未
- 22世紀：2137丁酉 2186丙戌
- 23世紀：2281辛酉 2300庚辰
- 24世紀：2376丙申 2395乙卯
- 25世紀：2414甲戌
- 26世紀：2509己酉
- 27世紀：2653癸酉
- 28世紀：2748戊申

##### 閏三月
- 16世紀：1591辛卯
- 17世紀：1610庚戌 1659己亥 1678戊午 1689己巳 1697丁丑
- 18世紀：1708戊子 1716丙申 1727丁未 1746丙寅 1773癸巳 1784甲辰
- 19世紀：1811辛未 1822壬午 1841辛丑 1860庚申 1879己卯 1898戊戌
- 20世紀：1936丙子 1955乙未 1966丙午 1993癸酉
- 21世紀：2031辛亥 2050庚午 2061辛巳 2080庚子
- 22世紀：2118戊寅 2156丙辰 2175乙亥 2194甲午
- 23世紀：2213癸丑 2232壬申 2251辛卯 2270庚戌 2289己巳
- 24世紀：2308戊子 2327丁未 2338戊午
- 25世紀：2403癸亥 2422壬午 2433癸巳 2452壬子 2471辛未 2490庚寅
- 26世紀：2528戊辰 2547丁亥 2566丙午 2585乙丑
- 27世紀：2604甲申 2623癸卯 2642壬戌 2661辛巳 2672壬辰 2691辛亥 2699己未
- 28世紀：2710庚午 2767丁卯 2775乙亥 2786丙戌 2794甲午

##### 閏四月
- 16世紀：1599己亥
- 17世紀：1618戊午 1629己巳 1637丁丑 1648戊子 1667丁未 1686丙寅
- 18世紀：1705乙酉 1724甲辰 1735乙卯 1743癸亥 1754甲戌 1792壬子 1800庚申
- 19世紀：1819己卯 1830庚寅 1838戊戌 1849己酉 1868戊辰 1887丁亥
- 20世紀：1906丙午 1925乙丑 1944甲申 1963癸卯 1974甲寅 1982壬戌
- 21世紀：2001辛巳 2012壬辰 2020庚子 2058戊寅 2069己丑 2077丁酉 2088戊申 2096丙辰
- 22世紀：2107丁卯 2115乙亥 2126丙戌 2145乙巳 2164甲子 2183癸未
- 23世紀：2202壬寅 2210庚戌 2221辛酉 2240庚辰 2278戊午 2297丁丑
- 24世紀：2316丙申 2335乙卯 2346丙寅 2365乙酉 2384甲辰 2392壬子
- 25世紀：2430庚寅 2441辛丑 2460庚申 2479己卯 2498戊戌
- 26世紀：2517丁巳 2536丙子 2555乙未 2574甲寅 2582壬戌 2593癸酉
- 27世紀：2612壬辰 2650庚午 2669己丑 2688戊申
- 28世紀：2707丁卯 2718戊寅 2737丁酉 2756丙辰

##### 閏五月
- 17世紀：1656丙申 1675乙卯 1694甲戌
- 18世紀：1713癸巳 1732壬子 1751辛未 1762壬午 1770庚寅 1781辛丑 1789己酉
- 19世紀：1808戊辰 1827丁亥 1846丙午 1857丁巳 1865乙丑 1876丙子 1884甲申 1895乙未
- 20世紀：1903癸卯 1914甲寅 1922壬戌 1933癸酉 1952壬辰 1971辛亥 1990庚午 1998戊寅
- 21世紀：2009己丑 2028戊申 2039己未 2047丁卯 2066丙戌 2085乙巳
- 22世紀：2104甲子 2123癸未 2134甲午 2142壬寅 2153癸丑 2172壬申 2191辛卯
- 23世紀：2218戊午 2229己巳 2237丁丑 2248戊子 2259己亥 2267丁未 2286丙寅
- 24世紀：2305乙酉 2324甲辰 2343癸亥 2354甲戌 2362壬午 2373癸巳 2381辛丑 2400庚申
- 25世紀：2411辛未 2419己卯 2438戊戌 2449己酉 2457丁巳 2468戊辰 2476丙子 2487丁亥 2495乙未
- 26世紀：2506丙午 2514甲寅 2525乙丑 2544甲申 2563癸卯 2590庚午
- 27世紀：2601辛巳 2620庚子 2631辛亥 2639己未 2658戊寅 2677丁酉 2696丙辰
- 28世紀：2715乙亥 2726丙戌 2734甲午 2745乙巳 2764甲子 2783癸未

##### 閏六月
- 16世紀：1588戊子
- 17世紀：1607丁未 1626丙寅 1645乙酉 1653癸巳 1664甲辰 1683癸亥
- 18世紀：1702壬午 1721辛丑 1740庚申 1759己卯 1778戊戌 1797丁巳
- 19世紀：1805乙丑 1816丙子 1835乙未 1873癸酉 1892壬辰
- 20世紀：1911辛亥 1930庚午 1941辛巳 1960庚子 1979己未 1987丁卯
- 21世紀：2017丁酉 2025乙巳 2036丙辰 2055乙亥 2074甲午 2093癸丑
- 22世紀：2112壬申 2131辛卯 2150庚戌 2161辛酉 2169己巳 2180庚辰 2188戊子 2199己亥
- 23世紀：2207丁未 2245乙酉 2256丙申 2275乙卯 2283癸亥 2294甲戌
- 24世紀：2302壬午 2313癸巳 2332壬子 2351辛未 2370庚寅 2389己酉 2397丁巳
- 25世紀：2408戊辰 2427丁亥 2465乙丑 2484甲申
- 26世紀：2503癸卯 2522壬戌 2533癸酉 2552壬辰 2571辛亥 2579己未
- 27世紀：2609己丑 2617丁酉 2628戊申 2647丁卯 2666丙戌 2685乙巳
- 28世紀：2704甲子 2723癸未 2742壬寅 2753癸丑 2761辛酉 2772壬申 2780庚辰 2791辛卯

##### 閏七月
- 17世紀：1661辛丑 1672壬子 1691辛未 1699己卯
- 18世紀：1710庚寅 1729己酉 1748戊辰 1767丁亥 1786丙午
- 19世紀：1824甲申 1843癸卯 1854甲寅 1881辛巳
- 20世紀：1919己未 1938戊寅 1949己丑 1968戊申
- 21世紀：2006丙戌 2044甲子 2063癸未 2082壬寅
- 22世紀：2101辛酉 2120庚辰 2139己亥 2158戊午 2177丁丑 2196丙申
- 23世紀：2215乙卯 2226丙寅 2253癸巳 2264甲辰 2291辛未
- 24世紀：2310庚寅 2321辛丑 2340庚申 2359己卯 2378戊戌
- 25世紀：2416丙子 2435乙未 2446丙午 2473癸酉 2492壬辰
- 26世紀：2511辛亥 2530庚午 2541辛巳 2549己丑 2560庚子 2568戊申 2587丁卯 2598戊寅
- 27世紀：2636丙辰 2655乙亥 2663癸未 2674甲午 2682壬寅 2693癸丑
- 28世紀：2712壬申 2731辛卯 2750庚戌 2769己巳 2788戊子

##### 閏八月
- 16世紀：1596丙申
- 17世紀：1615乙卯 1634甲戌 1680庚申
- 18世紀：1718戊戌
- 19世紀：1851辛亥 1862壬戌 1900庚子
- 20世紀：1957丁酉 1976丙辰 1995乙亥
- 21世紀：2052壬申 2071辛卯 2090庚戌
- 23世紀：2234甲戌 2272壬子
- 24世紀：2329己酉 2348戊辰 2367丁亥
- 25世紀：2405乙丑 2424甲申 2443癸卯 2454甲寅 2462壬戌
- 26世紀：2557丁酉
- 27世紀：2606丙戌 2625乙巳 2644甲子
- 28世紀：2701辛酉 2758戊午 2777丁丑 2796丙申

##### 閏九月
- 16世紀：1585乙酉
- 17世紀：1604甲辰
- 18世紀：1737丁巳 1756丙子
- 19世紀：1832壬辰
- 21世紀：2014甲午
- 22世紀：2109己巳
- 23世紀：2204甲辰 2223癸亥
- 26世紀：2576丙辰
- 28世紀：2720庚辰 2739己亥

##### 閏十月
- 17世紀：1623癸亥
- 18世紀：1775乙未
- 19世紀：1870庚午
- 20世紀：1984甲子
- 22世紀：2166丙寅
- 24世紀：2318戊戌 2386丙午
- 25世紀：2481辛巳 2500庚子
- 26世紀：2595乙亥

##### 閏冬月/閏十一月
- 16世紀：1593癸巳
- 17世紀：1612壬子 1631辛未 1642壬午
- 21世紀：2033癸丑
- 22世紀：2128戊子 2147丁未
- 23世紀：2242壬午
- 27世紀：2614甲午
- 28世紀：2728戊子

##### 閏臘月/閏十二月
- 34世紀：3358戊午

##### 遡閏表
- 閏週	1	2	3	4	5	6	7
- 1	N1909: 二	N1911: 六	N1914: 五	N1917: 二	N1919: 七	N1922: 五	N1925: 四
- 2	N1928: 二	N1930: 六	N1933: 五	N1936: 三	N1938: 七	N1941: 六	N1944: 四
- 3	N1947: 二	N1949: 七	N1952: 五	N1955: 三	N1957: 八	N1960: 六	N1963: 四
- 4	N1966: 三	N1968: 七	N1971: 五	N1974: 四	N1976: 八	N1979: 六	N1982: 四
- 5	N1984: 十	N1987: 六	N1990: 五	N1993: 三	N1995: 八	N1998: 五	N2001: 四
- 6	N2004: 二	N2006: 七	N2009: 五	N2012: 四	N2014: 九	N2017: 六	N2020: 四
- 7	N2023: 二	N2025: 六	N2028: 五	N2031: 三	N2033: 冬	N2036: 六	N2039: 五
- 8	N2042: 二	N2044: 七	N2047: 五	N2050: 三	N2052: 八	N2055: 六	N2058: 四
- 9	N2061: 三	N2063: 七	N2066: 五	N2069: 四	N2071: 八	N2074: 六	N2077: 四
- 10	N2080: 三	N2082: 七	N2085: 五	N2088: 四	N2090: 八	N2093: 六	N2096: 四
- 11	N2099: 二	N2101: 七	N2104: 五	N2107: 四	N2109: 九	N2112: 六	N2115: 四
- 12	N2118: 三	N2120: 七	N2123: 五	N2126: 四	N2128: 冬	N2131: 六	N2134: 五
- 13	N2137: 二	N2139: 七	N2142: 五	N2145: 四	N2147: 冬	N2150: 六	N2153: 五
- 14	N2156: 三	N2158: 七	N2161: 六	N2164: 四	N2166: 十	N2169: 六	N2172: 五
- 15	N2175: 三	N2177: 七	N2180: 六	N2183: 四	N2186: 二	N2188: 六	N2191: 五
- 16	N2194: 三	N2196: 七	N2199: 六	N2202: 四	N2204: 九	N2207: 六	N2210: 四
- 17	N2213: 三	N2215: 七	N2218: 五	N2221: 四	N2223: 九	N2226: 七	N2229: 五
- 18	N2232: 三	N2234: 八	N2237: 五	N2240: 四	N2242: 冬	N2245: 六	N2248: 五
- 19	N2251: 三	N2253: 七	N2256: 六	N2259: 五	N2262: 正	N2264: 七	N2267: 五
- 20	N2270: 三	N2272: 八	N2275: 六	N2278: 四	N2281: 二	N2283: 六	N2286: 五
- 21	N2289: 三	N2291: 七	N2294: 六	N2297: 四	N2300: 二	N2302: 六	N2305: 五
- 22	N2308: 三	N2310: 七	N2313: 六	N2316: 四	N2318: 十	N2321: 七	N2324: 五
- 23	N2327: 三	N2329: 八	N2332: 六	N2335: 四	N2338: 三	N2340: 七	N2343: 五
- 24	N2346: 四	N2348: 八	N2351: 六	N2354: 五	N2357: 正	N2359: 七	N2362: 五
- 25	N2365: 四	N2367: 八	N2370: 六	N2373: 五	N2376: 二	N2378: 七	N2381: 五
- 26	N2384: 四	N2386: 十	N2389: 六	N2392: 四	N2395: 二	N2397: 六	N2400: 五
- 27	N2403: 三	N2405: 八	N2408: 六	N2411: 五	N2414: 二	N2416: 七	N2419: 五
- 28	N2422: 三	N2424: 八	N2427: 六	N2430: 四	N2433: 三	N2435: 七	N2438: 五
- 29	N2441: 四	N2443: 八	N2446: 七	N2449: 五	N2452: 三	N2454: 八	N2457: 五
- 30	N2460: 四	N2462: 八	N2465: 六	N2468: 五	N2471: 三	N2473: 七	N2476: 五
- 31	N2479: 四	N2481: 十	N2484: 六	N2487: 五	N2490: 三	N2492: 七	N2495: 五
- 32	N2498: 四	N2500: 十	N2503: 六	N2506: 五	N2509: 二	N2511: 七	N2514: 五
- 33	N2517: 四	N2520: 正	N2522: 六	N2525: 五	N2528: 三	N2530: 七	N2533: 六
- 34	N2536: 四	N2539: 正	N2541: 七	N2544: 五	N2547: 三	N2549: 七	N2552: 六
- 35	N2555: 四	N2557: 八	N2560: 七	N2563: 五	N2566: 四	N2568: 七	N2571: 六
- 36	N2574: 四	N2576: 九	N2579: 六	N2582: 四	N2585: 三	N2587: 七	N2590: 五
- 37	N2593: 四	N2595: 十	N2598: 七	N2601: 五	N2604: 三	N2606: 八	N2609: 六
- 38	N2612: 四	N2614: 冬	N2617: 六	N2620: 五	N2623: 三	N2625: 八	N2628: 六
- 39	N2631: 五	N2634: 正	N2636: 七	N2639: 五	N2642: 三	N2644: 八	N2647: 六
- 40	N2650: 四	N2653: 二	N2655: 七	N2658: 五	N2661: 三	N2663: 七	N2666: 六
- 41	N2669: 四	N2672: 三	N2674: 七	N2677: 五	N2680: 三	N2682: 七	N2685: 六
- 42	N2688: 四	N2691: 三	N2693: 七	N2696: 五	N2699: 三	N2701: 八	N2704: 六
- 43	N2707: 四	N2710: 三	N2712: 七	N2715: 五	N2718: 四	N2720: 九	N2723: 六
- 44	N2726: 五	N2728: 冬	N2731: 七	N2734: 五	N2737: 四	N2739: 九	N2742: 六
- 45	N2745: 五	N2748: 二	N2750: 七	N2753: 六	N2756: 四	N2758: 八	N2761: 六
- 46	N2764: 五	N2767: 三	N2769: 七	N2772: 六	N2775: 三	N2777: 八	N2780: 六
- 47	N2783: 五	N2786: 三	N2788: 七	N2791: 六	N2794: 三	N2796: 八

### 定年
定完月後，即可決定一年之起始。民用曆法中，以正月朔日為一年之開始，稱為元旦（元春旦）或正旦（正月旦），正月初一子夜至下一個正月初一子夜前之時間段稱為「一年」。有時一年內出現兩個立春，即年初一後立春，翌年年初一前再立春，稱為「雙春年」，一般視作吉兆。按照現行曆法計算，雙春年必定有閏月，有閏月之年必定有雙春，故又稱「雙春兼閏月」。相反，如果年初一至翌年年初一前夕沒有立春，稱為「盲年」。在十九年周期內，雙春兼閏年及盲年各出現七次，而單春年只有五次。
在古代，官方通常會指定年號，並確定開始時間（奉正朔），隨後依順序紀年。夏曆同時會使用干支標註年份順序（包含歲星紀年及太歲紀年），十二地支又對應十二生肖，比如壬辰龍年。民間通常會在民間信仰於節慶表示神明誕辰或傳統戲劇作品使用，如辛卯年四月十二日、甲午年臘月初七等。
中華民國成立時，廢除農曆之官方地位，改以格里曆計算年份，同時稱正月朔日為春節，廢除了年號制度。現今人們通常直接用民國紀年或公元紀年來表示農曆年份，嚴謹的標示會在年份後加上干支紀年，如2021年9月5日為中華民國110年辛丑七月廿九。或採用黃帝紀年，若以公元前2698年為黃帝紀元元年起算，至公元2025年為黃帝紀元4723年（主要見於農民曆，稱黃帝紀元○○○○年。孫中山在《臨時大總統改曆改元通電》所用的農曆紀年即採用了當時革命黨人因拒用滿清皇帝年號而改用的黃帝紀元）。
| 公元換黃帝紀元           | 黃帝紀元換公元           |
| ------------------------ | ------------------------ |
| 公曆年 + 2698 = 黃帝紀年 | 黃帝紀年 - 2698 = 公曆年 |

## 詳細定義

### 天干地支
天干地支60種配搭，循環往復，每60年干支紀年一個周期、每60月干支紀月一個周期、每60日干支紀日一個周期、每60時辰干支紀時一個周期，干支紀年月日時合共有八字。天干地支對應到月份，通常採用干支紀月，這種紀月以冬至所在月為子月，每一年為一個週期，如遇到閏月，閏月干支與前月相同。其中特别是地支中之子午，在夏曆有着重要地位。
- 十天干：甲、乙、丙、丁、戊、己、庚、辛、壬、癸。
- 十二地支：子、丑、寅、卯、辰、巳、午、未、申、酉、戌、亥。

地支
地支與月份、時辰有固定關係：
- 年、月表徵地球公轉，每圈為一歲，均分為12節，每節為一個月份，各對應十二地支，
- 日、时表徵地球自轉，每圈為一日，均分為12格，每格為一個時辰，各對應十二地支；

由於這種對應關係，每5年（日），干支紀月份（時辰）正好完成一次周期。（干支紀月不計閏月）

### 子午
十二地支中，子午依據太陽位置來確定，子為陰極盛，午為陽極盛，子午為歲、日周期定出始末與中點：
- 以每年太陽直射北回歸線之日期定出夏至，午月為每歲之中點月份（干支五月），
- 以每年太阳直射南回歸線之日期定出冬至，子月為每歲之始末月份（干支十一月）；
- 以每日太陽位於正南方向之時刻定出正午，午時為每日之中點時辰（11~13點），
- 以每日太陽位於正北方向之時刻定出子夜，子時為每日之始末時辰（23~01點）。
  - 注：此處每日太陽位於正北方向是指夜晚，太陽在地平線下方之正北。
- 歲與年平均等長，起始點平均相差八分之一年，即半個季度。因為歲末歲初各有半個冬季，而年的安排使到一整個冬季放在年末。

### 日
中國古代以子夜為日之分界，以子正初刻（00:00）為一日之開始，以夜子初四刻（24:00）為一日之終結。但习惯中，人们倾向于认为一日开始于寅时（平旦）5点。中國傳統將一日分割為12個時辰，依次是子時、丑時、寅時、卯時、辰時、巳時、午時、未時、申時、酉時、戌時、亥時。1個時辰等於2個小時，子時是下午11時至上午1時，丑時是上午1時至上午3時，以此類推。
夏曆用干支來標記流水日，就像如星期般，無天文意義。60干支為一循環，甲子、乙丑、丙寅、……、癸亥、甲子。比如，2013年新年歲首（西曆2月10日）是丁未日，2014年歲首（1月31日）是壬寅日。

### 月朔
朔望月之長度大約在29.27至29.83日之間變動，長期平均長度是29.530588日（29日12时44分2.8秒）。因此，農曆一個月是29日或30日，又稱小月及大月。每一個月起始於朔日子夜，結束於下一個朔日子夜之前。現行曆法採取定朔法。

### 平朔
早期，采用平朔方法确定朔日。经过长期观察，确定朔望月之平均长度，比如{\displaystyle 29{\tfrac {499}{940}}}日。然后，选一个日月合朔的日期作为曆元，每经过一个月增加{\displaystyle 29{\tfrac {499}{940}}}日，取整数部分即得朔日。
平朔规则下，通常是大小月相间，然后每经过15或17个月有一对连大月。

### 定朔
元授時曆起，天文台運用天體運行規律和采用实际觀測天象数据，确定每朔（太陽和月球之黃經一致）之具體時間，取當日為朔日，即每月初一。
定朔规则下，各月大小排列并不固定，有时会碰到连续四个大月或是连续三个小月。

### 节气
因地球橢圓地圍繞太陽公轉，速度不平均，故節氣有二法。按平均時間為平氣，按公轉角度為定氣。平氣法之春分秋分，未必為晝夜等長。自崇禎曆至今，曆法使用定氣。

### 平气
在古代，通常以冬至到冬至之間（約{\displaystyle 365{\tfrac {1}{4}}} 日），分割為24段（每段約{\displaystyle 15{\tfrac {7}{32}}}日），每段起始於一個節氣，依次為：冬至、小寒、大寒、立春、雨水、驚蟄、春分、清明、穀雨、立夏、小滿、芒種、夏至、小暑、大暑、立秋、處暑、白露、秋分、寒露、霜降、立冬、小雪、大雪。
立春到立夏前为春季，立夏到立秋前为夏季，立秋到立冬前为秋季，立冬到立春前为冬季。
二十四節氣中，冬至、大寒、雨水、春分、穀雨、小滿、夏至、大暑、處暑、秋分、霜降、小雪為中氣，通常用來確定月份。冬至所在月份為冬月、大寒所在月份為臘月、雨水所在月份為正月、春分所在月份為二月、……、小雪所在月份為十月。十二個月份裡，都固定各有一個中氣。無中氣的月份為前一個月的閏月。
屬陽曆的干支月或中氣月來源於觀測太陽的回歸年並按地支均分，屬陰曆的朔望月來源於觀測月亮盈虧。中气之间的时间约为30日{\displaystyle 5{\begin{matrix}{\frac {1}{4}}\end{matrix}}}时，因此中气日之间的间隔（含前不含后）为30或31日。而一个朔望月的时间为29日或30日，一个月内要么一个中气，要么没有中气。因此，中气可以直接来确定月份及闰否。
每個中氣干支月比朔望月平均多21.75小時，兩者差異積累到一定程度後，朔望月就閏一個月，以此達到兩者平衡對應（具體變化過程是：相對干支月，較短的朔望月逐月提前；當提前的日數達到半個月時，閏一個朔望月，即一個干支月對應兩個朔望月，於是朔望月變成推後半個月；然後朔望月繼續逐月提前，如此循環往復）。最終結果是，每32.6個朔望月中有一個閏月。實際觀測中，由於定朔和定氣的方法與絕對平均值存在差異，每兩個閏月並非精確地相差32~33個朔望月，而是28~36個朔望月，總體19年7閏（12×19÷7）仍然符合32.6的平均值。
以下是前103年至1644年各闰月统计。
| 年          | 闰冬月 | 闰腊月 | 闰正月 | 闰二月 | 闰三月 | 闰四月 | 闰五月 | 闰六月 | 闰七月 | 闰八月 | 闰九月 | 闰十月 |
| ----------- | ------ | ------ | ------ | ------ | ------ | ------ | ------ | ------ | ------ | ------ | ------ | ------ |
| 前103－1644 | 38     | 61     | 52     | 48     | 63     | 49     | 70     | 48     | 51     | 54     | 48     | 61     |

### 定气
定气按太阳運行位置為準，二十四节气分别相应于太阳在黄道上每运动15°所到达之位置。
| 農曆 | 節氣 | 西曆      | 黃經 | 中氣 | 西曆        | 黃經 | 平均中氣間隔長度/日* | 中氣對應月份 冬至100%對應，其餘99.6%對應。 | 月份別稱／干支月 | 農曆24月制 |
| ---- | ---- | --------- | ---- | ---- | ----------- | ---- | -------------------- | ------------------------------------------ | ---------------- | ---------- |
| 1    | 立春 | 2月3/4日  | 45°  | 雨水 | 2月18/19日  | 60°  | 29.93，29－30        | 農曆正月（一月）、子、寅月                 | 一端月、戌狗     | 13月（正） |
| 2    | 惊蛰 | 3月5/6日  | 75°  | 春分 | 3月20/21日  | 90°  | 30.43，30－31        | 二月、丑、卯月                             | 二花月、亥豬     | 14月       |
| 3    | 清明 | 4月4/5日  | 105° | 穀雨 | 4月19/20日  | 120° | 30.93，30－31        | 三月、寅、辰月                             | 三桐月、子鼠     | 15月       |
| 4    | 立夏 | 5月5/6日  | 135° | 小滿 | 5月20/21日  | 150° | 31.31，31－32        | 四月、卯、巳月                             | 四梅月、丑牛     | 16月       |
| 5    | 芒種 | 6月5/6日  | 165° | 夏至 | 6月20/21日  | 180° | 31.45，31－32        | 五月、辰、午月                             | 五蒲月、寅虎     | 17月       |
| 6    | 小暑 | 7月6/7日  | 195° | 大暑 | 7月22/23日  | 210° | 31.31，31－32        | 六月、巳、未月                             | 六荔月、卯兔     | 18月       |
| 7    | 立秋 | 8月7/8日  | 225° | 處暑 | 8月22/23日  | 240° | 30.93，30－31        | 七月、午、申月                             | 七瓜月、辰龍     | 19月       |
| 8    | 白露 | 9月7/8日  | 255° | 秋分 | 9月22/23日  | 270° | 30.42，30－31        | 八月、未、酉月                             | 八桂月、巳蛇     | 20月       |
| 9    | 寒露 | 10月7/8日 | 285° | 霜降 | 10月23/24日 | 300° | 29.93，29－30        | 九月、申、戌月                             | 九菊月、午馬     | 21月       |
| 10   | 立冬 | 11月7/8日 | 315° | 小雪 | 11月21/22日 | 330° | 29.57，29－30        | 十月、酉、亥月                             | 十陽月、未羊     | 22月       |
| 11   | 大雪 | 12月6/7日 | 345° | 冬至 | 12月21/22日 | 360° | 29.45，29－30        | 冬月（十一月）、戌、子月                   | 十一冬葭月、申猴 | 23月（冬） |
| 12   | 小寒 | 1月5/6日  | 15°  | 大寒 | 1月19/20日  | 30°  | 29.58，29－30        | 臘月（十二月）、亥、丑月                   | 十二臘全月、酉雞 | 24月（臘） |

- 此處數據取西元1645年至西元2244年。

二十四節氣中，原本驚蟄在雨水之前，穀雨在清明之前。後西漢末年劉歆將雨水、驚蟄對調，清明、穀雨對調。
由於克卜勒運動第二定律，地球靠近近日點時公轉速度會比較快，當前近日點在小寒附近，因此冬至到大寒兩個中氣之間相隔較短，約29.45日；而地球靠近遠日點時公轉速度較慢，當前遠日點在小暑附近，因此夏至到大暑兩個中氣之間相隔較長，約31.45日（以北半球為準）。
當中氣間隔可以比朔望月（≈29.53日）長時，一個月可能完全在兩個中氣日之間，此時這個月就沒有中氣。反之，當中氣間隔比朔望月短時，兩個中氣可能完全在兩個朔日之間，此時一個月內就有兩個中氣。
以冬至日子夜到冬至日子夜前為「一歲」。一歲一般為365日，有時為366日。冬至所在月定為冬月（或子月，以天干地支記月）。不計冬至月，一歲將包含11至12個整月，包含12個整月時，第一個無中氣之月份為閏月，此乃無中氣置閏法。若冬至在子月朔日，則前一歲必閏月；若冬至在晦日，則冬至後之一歲必閏月。
1年通常有12個月或13個月。包含13個月的年份為閏年。1645年立春至2244年除夕（立春前日）600年間的7421個月中，有雙中氣月19個，無中氣月240個，221閏，閏月分佈如下：
| 年         | 閏正月 | 閏二月 | 閏三月 | 閏四月 | 閏五月 | 閏六月 | 閏七月 | 閏八月 | 閏九月 | 閏十月 | 閏冬月 | 閏臘月 |
| ---------- | ------ | ------ | ------ | ------ | ------ | ------ | ------ | ------ | ------ | ------ | ------ | ------ |
| 1645－2244 | 2      | 15     | 26     | 38     | 42     | 39     | 28     | 16     | 6      | 5      | 4      | 0      |

下一次閏冬月出現於2033年。（2033年問題）前一次閏正月出現於1651年，下一次閏正月會出現於2262年；首次閏臘月將出現於3358年。

### 置閏規則改革
對冬至之理解有「冬至日」與「冬至時刻」兩種。冬至日是日影最長之正午，即是正午最接近冬至時刻之日。「冬至時刻」是太陽直射點運動到最南點（南回歸線）之時刻，或是太陽黃經達到270°之時刻，可通過科學推算和觀測精確到幾時幾分幾秒。目前在中華人民共和國使用的農曆國家標準中，冬至定義為太陽地心視黃經達到270°的時刻。
由於定朔平朔及定氣平氣間之差異，也引發了冬至是歸於上一月還是下一月之爭議，如1984年、2014年、2033年問題。置閏法有遵循亙古傳統之平氣置閏，現行是定氣日算置閏，還有定氣時刻置閏，即按照朔、冬至之具體時分先後劃分。
隋唐曆法已經逐漸開始定朔、定冬至到時分。明朝李天經曾建議，用中氣時刻是否介乎兩朔時刻之間，來決定該月是否有此中氣，例如崇禎十五年(1642年)小雪雖在十一月初一日，但小雪時刻在十一月朔點之前，按此法屬十月，如此法則可減少雙中氣月之次數，並使置閏法獨立於時區。

### 干支纪月
史書中通常以序數紀月，干支紀月除了月建（月支）之外，月干在研究中國歷史時並不普遍，而較常用於計算八字。月建於春秋時期即已可見。「以子建月」即以日南至的十一月為一歲的開始。可能到了唐代才配上天干。
此外由於各帝王可能採用不同曆法，因此干支紀月亦不見得準確。例如三國時期用景初曆，可能出現在不同國家，卻在不同日換月分的情況；一國是初一，另一國是前一個月的月末，此時月干支即不同。
計算八字時使用的干支曆，與史書、傳統曆法（包括農曆）或使用太陰曆的紫微斗數有所不同。傳統曆法以月亮的盈亏周期作为一月，而八字計算则以二十四节气其中的十二节气（非中氣）所在時刻（非以日首）分月，并赋以地支之名，如大雪小寒之间为子月，小寒到立春为丑月。因此八字計算過了當月節氣發生之時刻才換月干支，可能產生月中與日中換干支的情況。
計算八字時使用的干支曆以立春時刻為一年之始，每五年一循環，每月的天干由该月支所在年的天干决定。例如：若某年的子月所在之年为甲子年，则该子月为丙子月，紧接着其后的丑月是丁丑月。
年上起月的歌訣，《五虎遁月歌》：甲己之年丙作初，乙庚之歲戊為頭，丙辛歲首從庚起，丁壬壬位順流行，若問戊癸何方法，甲寅之上好推求。具体推算如下

## 習俗節日

### 日月同數之節日
農曆新年（春節），即農曆正月初一日，古代稱為“元旦”、“正旦”等，越南稱為 ，韓國稱為。農曆新年是一年中最隆重之節日。中華民國（台灣）、香港、澳門、中國、越南、韓國、菲律賓、馬來西亞、新加坡、印度尼西亞等國家法定假日。
上巳节，即农曆三月初三日。
端午節，即農曆五月初五日，越南稱為。
七夕，即農曆七月初七日晚上，越南稱為。
重陽節，即農曆九月初九日，越南稱為。

### 正月農曆十五日（月圆）元宵节
元宵節、上元節，均為農曆正月十五日，越南稱為，韓國稱為。
中元節，即農曆七月十五日，越南稱為或，韓國稱為或或。
中秋節，即農曆八月十五日，越南稱為，韓國稱為。
下元節，即農曆十月十五日，越南稱為。

### 腊月节日
臘八節，即農曆臘月（十二月）初八日。
祭灶节，亦称小年，即農曆臘月廿三日（北方）或廿四日（南方），越南稱為。
除夕，正月初一前夕，即农曆一年之最后一晚。
这三个节日可认为是准备和酝酿最大节日农曆新年。

### 节气节日
以节气定义的节日，通常都有很浓重的季节特征，大多在春分、秋分、夏至、冬至这种季节最为明显的节气附近，清明是紧接春分後第一个节气。
春季：
- 春社，立春後的第五个戊日，大约在春分前後。
- 寒食节，冬至後的第一百零五日，大约在清明附近，韩国称为。
- 清明節，清明當日，越南稱為。

夏季：
- 夏节，夏至當日，是中国的传统节日，在中国北方尤其受到重视。清代以前特别是宋代的法定假日，辽代谓之‘朝节’。
- 頭伏，夏至後第三庚日。
- 二伏，夏至後第四庚日。
- 終伏，立秋後初庚日。

秋季：
- 秋社，立秋後的第五个戊日，大约在秋分前後。

冬季：
- 冬節，冬至當日，也称“小年”，越南稱為，韓國稱為。

## 歷史
中國傳統曆法與紀年採用陰陽干支三合曆；上古時期，根據不同的農業牧業生產情況需要，分別產生過太陽曆法和太陰曆法。中國傳統陰陽合曆最早源自何時無從考究，據出土的甲骨文和古代中國典籍多有記載，曆法規則一般認為源自殷商時期。從黃帝紀年到清朝末期啟用西曆，中國歷史上一共產生過102部曆法，此等曆法對中國文化與文明產生過重大影響，比如夏曆、商曆、周曆、西漢太初曆、隋唐大衍曆和皇極曆等，有些曆法雖然沒有正式使用過，但對養生、农业、思想學術、天文、數學等有所作用。

## 各地使用
其他東亞地區之陰陽合曆大多源自華夏曆法或受其影響，比如藏曆、和曆以及朝鮮半島和越南曆法等。目前，由於時區差別，大中華地區（UTC+8）、韓國（UTC+9）與越南（UTC+7）使用的農曆的版本並不一致，因此各國農曆日期也不完全一致。
最常见的情况是由于时差，朔的时刻在不同地区分属两日，导致农历相差一天。例如：1968年，南北越因时差问题分别在不同日期庆祝了越南新年。在极端情况下时差还会影响到置闰，导致不同地区农历在几个月内会相差一个月。
由于农历规定冬至日必须在冬月（十一月），由于时差原因，有时在一地朔的时刻和冬至时刻落在同一天，但在另一地朔的时刻和冬至时刻分属两天，这导致两地冬月相差一个月，并影响到置闰以及冬月附近的诸多月份。例如：1984年冬至在协调世界时12月21日16:09:12，对应北京时间12月22日00:09:12和越南时间12月21日23:09:12，两地不在同一公历日迎来冬至；而新月在协调世界时12月22日11:35:39，对应北京时间12月22日19:35:39、越南时间12月22日18:35:39，两地在同一公历日见证新月并迎来新的农历月份，导致两地冬月相差一个月————中国农历中的这个冬月对应公历1984年12月22日至1985年1月20日，越南历中的这个冬月对应公历1984年11月23日至12月21日。受此影响，中国农历在1984年置闰十月（对应公历11月23日至12月21日），但越南历则在1985年置闰二月（对应公历3月21日至4月19日）；也正因此，1985年越南新年在公历1月21日，而中国春节在公历2月20日。另外，由于农历规定若两冬月间不计冬月剩余12个月，则置闰于两冬月间第一个无中气之月。朔的时刻和其他中气时刻的关系也可能在一地为同一日，在另一地分为两日。这会导致两地对无中气之月的判定出现差异，同样可能影响置闰，并导致农历在几个月内相差一个月。例如2012年中國閏四月而韓國閏三月。部分軟件未能因應各國時間基準而調整會造成錯誤。
紫金山天文台在2017年5月制定了名为GB/T 33661-2017 《农历的编算和颁行》的中华人民共和国国家标准。规定了現代農曆編制的基础概念及算法规则，并以现代天文学技术為基礎规定农历的編算方式，比如规定冬至为节气之首（而非立春）、规定有冬至之月份为子月（十一月）、规定寅月建正、规定采用国际通用天体模型且精度应达到1秒，并且要求公开发行的日历产品必须包含西历和农历的日期对照以及二十四节气，符合标准规定的编排规则、计算模型和精度及表示方法，以杜絕各種不同版本的農曆出現在市面上引發日期不一致的混亂。該標準基本上繼承古制，如寅月建正，冬至之月為子月等等。農曆閏月的規則，是順治二年曆法改革時制定。應用UTC+8作標準時，則是民國十七年（1928年）制定的規則。
日本農曆（和曆）原使用中國曆法計算，從明朝亡後之1685年開始自行編制曆法（貞享曆），直到1873年起廢除農曆（天保曆）改用西曆（格里曆），並於1910年起停止在官曆內併記舊曆。臺灣日治時期，日本政府曾委託東京天文台編纂農曆，並由伊勢神宮印製頒布《神宮曆》於臺灣發行。但由於文化習慣不同，到了1914年，臺灣總督府決定另編一部《臺灣民曆》，委由臺灣神苑會發行，其內容主要參照了神宮曆，另外也加入了西曆曆法。不過，民間接受度最高的仍是自編的民曆春牛圖。目前日本國立天文台每年2月都會發報的官報中仍有節氣和朔弦望等資料，能用來自行計算農曆。現時日本國內僅有如中秋節等少量節日按農曆慶祝，其餘絕大多數原以農曆日期慶祝之節日，都改成了按照西曆之相同日期慶祝（如日本的端午节就在西历5月5日）。
絕大部分海外華人會使用和大中華地區一致的農曆，但有些居於南半球的澳紐華僑會出版按當地時間所製作之曆書，此等曆書也會應當地季節而將節氣錯開半年。
中國傳統曆法的編制，以往是由太史寮、太史署、太史監、太史局、太史院、司天台、司天監、欽天監等在中國各朝代職掌天文曆法的機構所主管。當代農曆的編制則是由現代天文機構負責，如中央觀象台（北洋政府）、中研院天文研究所（國民政府）、紫金山天文台（中華人民共和國）、香港天文台（香港），以及中央氣象署天文站（臺灣）。現代天文機構會因應國際天文學聯合會的最新決議，並根據美國噴射推進實驗室、美國海軍天文台、英國皇家航海年曆局等機構提供的資料，作出精準計算以修正年曆。有時候因朔日、節氣發生時刻接近午夜，只要計算結果相差幾分鐘，和民間《萬年曆》的日期就有可能會相差一天。

### 其他
- 厤象考成: 上編16卷, 下編10卷By 允錄(富強齋) 1898
- The Mathematics of the Chinese Calendar